# Drosanthemum prostratum
Drosanthemum prostratum är en isörtsväxtart som beskrevs av L. Bol. Drosanthemum prostratum ingår i släktet Drosanthemum och familjen isörtsväxter. Inga underarter finns listade i Catalogue of Life.